# Johanna Friesen (Stifterin)
Johanna Friesen (auch: Friese, Frese; geborene von Rommel, auch Romel; * im 14. oder 15. Jahrhundert; † 20. August 1579 in Hannover) war eine deutsche Stifterin.

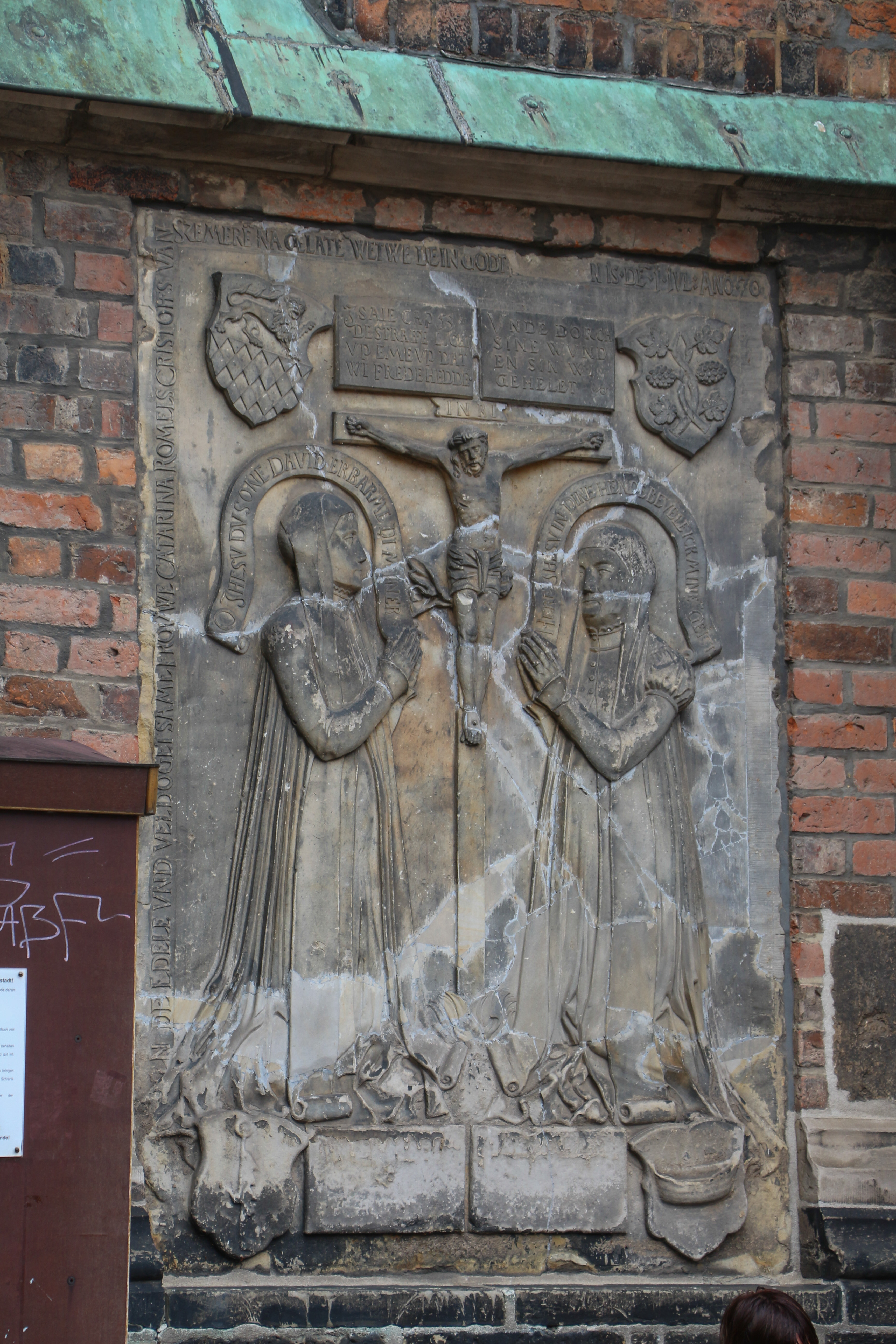
Epitaph in der Marktkirche Hannover für Katharina und Johanna Rommel (Friesen)

## Leben
Johanna Friesen war die Ehefrau des Claus Friese, auch Klaus Frese geschrieben. Nach dem Tod ihres Ehemannes errichtete sie gemeinsam mit ihrer ebenfalls verwitweten Schwester Katharina Semmern die Friesen- und Semmern-Stiftung. Katharina (auch Catarina) war die Witwe des Christoph von Semmern oder – laut Inschrift auf dem erhaltenen Epitaph – Cristoff van Szemere(n).
Die im Todesjahr der Schwester Catarina 1570 (oder früher) errichtete Stiftung war ein Legat an der hannoverschen Marktkirche zugunsten der Kirchen, Schulen und Armen der Stadt. Johanna Friesen brachte sowohl für die Stiftung, aber auch in ihrem alltäglichen Leben viel Zeit für arme und hilfsbedürftige Menschen auf, von denen sie auch etliche fürsorglich unterstützte.
An der Südwand der Marktkirche hat sich das Epitaph der beiden Schwestern erhalten, die dort in kniender Haltung zu dem an das Kreuz geschlagenen Jesus Christus beten.

## Ehrungen
- Postum wurde die 1860 in der Oststadt von Hannover angelegte Friesenstraße, die die Hamburger Allee mit der Bödekerstraße verbindet, nach der Stifterin Johanna Friese benannt.[1]
- Die ehemalige Grundschule Friesenschule in Hannover wurde am 22. Februar 1995 in Johanna-Friesen-Schule umbenannt.[3][4]